# Museo regional Pueblo de Luis
El Museo Regional Pueblo de Luis es un museo ubicado en el centro de la ciudad de Trelew, Argentina. Está formado por siete salas de exposición que muestran aspectos históricos de Trelew y el Valle inferior del río Chubut relacionados con los grupos étnicos tehuelches y mapuches y la colonización galesa. También, del surgimiento del Ferrocarril Central del Chubut, otras colectividades de la ciudad y la actualidad, además de testimonios de los viajeros que exploraron las costas patagónicas entre 1520 y 1865. Contiene una exposición al aire libre y el museo organiza actividades especiales como muestras temporarias. Este edificio le corresponde a la antigua Estación Trelew del Ferrocarril Central del Chubut.
El nombre del museo (y de la ciudad) rinde homenaje a Lewis Jones, uno de los promotores de la colonización galesa en Chubut.

## Historia

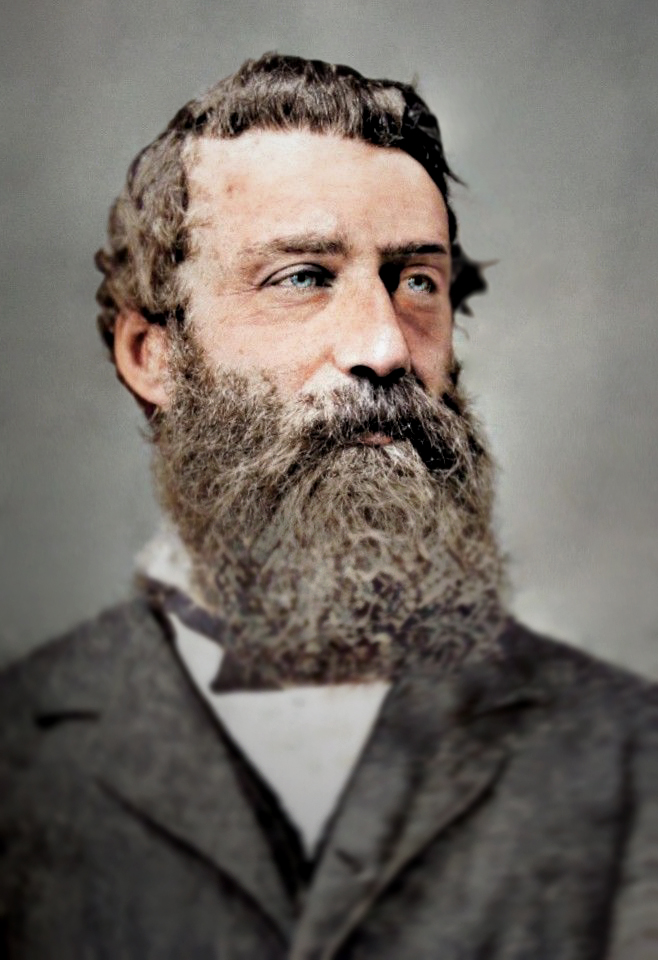
Lewis Jones

La estación fue construida en el año 1887 cuando se terminó el tendido de las vías entre Puerto Madryn y esta localidad. Inicialmente recibió el nombre de Cañadón Iván, cambiándole el nombre al poco tiempo por Trelew, que en idioma galés significa Pueblo Luis, nombre que se dio en honor de uno de los primeros pobladores de la zona, Lewis Jones. Esta estación fue elegida para ser punta de rieles, donde se establecieron y construyeron galpones de depósito para materiales y víveres, casillas para viviendas y oficinas, ubicadas en hileras para atender a los obreros.
El museo se crea por Ordenanza N.º 71/68 en 1968 y deja de funcionar en 1983. Luego, refaccionan el edificio, buscan elementos que podrían conformar el patrimonio de la ciudad y los agregan al museo. Se vuelve a inaugurar el 18 de diciembre de 1984. En el 2010 frente al museo se inaugura la Plaza de las Colectividades, con la bandera nacional y la de los países que conforman las colectividades de la ciudad y la región.

## Exposición

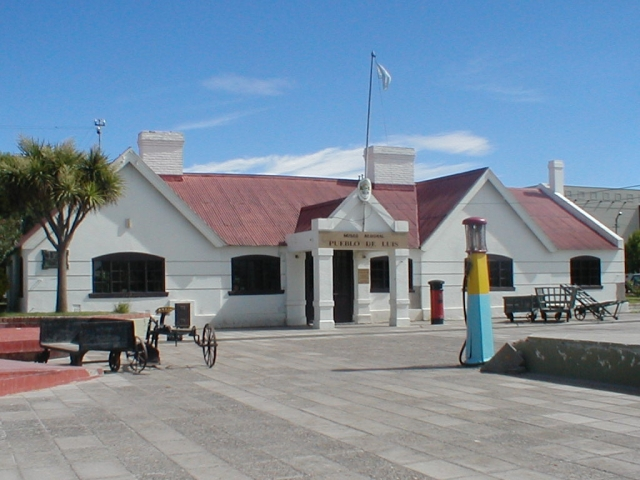
El museo antes de sus modificaciones en 2010

El museo cuenta con 5442 piezas inventariadas y siete salas de exposición que ofrecen al visitante aspectos históricos de la zona, relacionados  con los grupos étnicos Tehuelches y Mapuches y la colonización galesa (principalmente costumbres de los colonos galeses). También, del surgimiento del Ferrocarril Central del Chubut, otras colectividades de la ciudad y la actualidad, además de testimonios de los viajeros que exploraron las costas patagónicas entre 1520 y 1865. La exposición al aire libre exhibe una locomotora y distintas herramientas utilizadas por los colonos agricultores del valle.
Además, el museo posee un archivo histórico que consta de más de 15 mil fotografías que resguardan el patrimonio de Trelew.

## Edificio

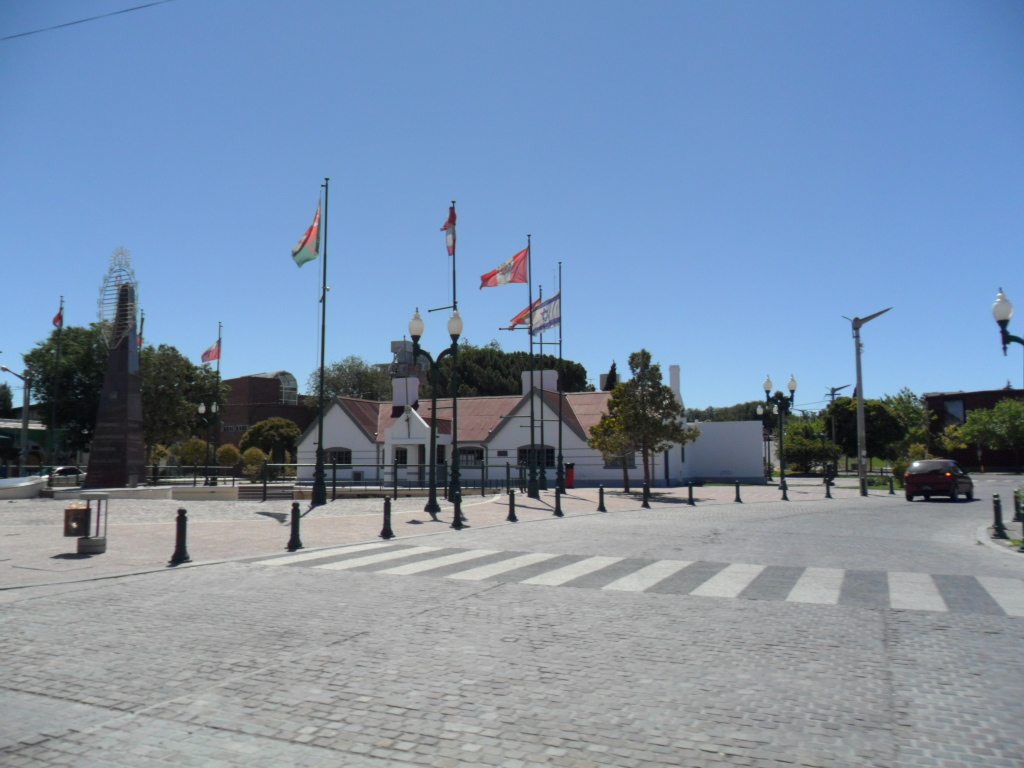
La estación y la Plaza de las Colectividades

El museo es la antigua estación central del Ferrocarril Central del Chubut, que junto con la Capilla Tabernacl, es el edificio más antiguo de Trelew. Fue construido en 1889 y fue declarado Monumento Nacional de Argentina por Decreto N.º 5239/69.
Junto al museo se halla la Plaza de las Colectividades (que posee el Monumento al Centenario de la Colonia Galesa), la Plaza Gobernador Costa y la Plaza Ferrocarril Central del Chubut (inaugurada en 2012).

## Alrededores
La mayor parte de los antiguos terrenos del ferrocarril han sido usados hoy en día para el establecimiento de la Plaza Centenario, la estación de Micros, la sede de la Universidad Nacional de la Patagonia San Juan Bosco y el Museo Paleontológico Egidio Feruglio. También cerca se halla la laguna Chiquichano.

## Visitas
El museo está administrado por el Entretur (Ente Trelew Turístico) y la Dirección de Cultura de la Municipalidad de Trelew. La dirección es Avenida Gobernador Fontana esquina 9 de Julio y abre de lunes a viernes en el horario de 8 a 19 y los sábados, domingos y feriados de 14 a 19. El costo de la entrada es de $ 2.